# Karim Szaddám
Karim Szaddám (1960. június 26. –) iraki válogatott labdarúgó, aki részt vett az 1986-os labdarúgó-világbajnokságon. Számos iraki klubban is játszott: Al Sinaa, Al Jaish, Al-Rasheed, Al Zawraa és Al Shorta. Emlékezetes gólt szerzett az Egyesült Arab Emírségek ellen az 1986-os világbajnoki selejtezőben. Négyszer volt az iraki első osztályú bajnokság gólkirálya.
2010-ben volt csapattársával, Ahmed Radhival együtt indult az iraki parlamenti mandátumért.

## Pályafutása

### Klubcsapatokban
Karim 1960-ban a bagdadi Sadr Cityben született, és a labdarúgó pályafutását 1979-ben az Al-Sinaa-nál kezdte, mielőtt az Al-Jaish-hez és az Al-Rasheed-hez igazolt. Ezután az Al-Siyaha csapatában játszott. 1986-ban csatlakozott az Al-Zawraa együtteséhez, amelyet 8 évig erősített. Szaddám 1989-ben nyerte meg első iraki FA-kupáját, és 22 gólos bajnoki rekordot ért el az alapszakasz során. A csapat egymás után még kétszer hódította el a kupát, valamint 1991-ben a bajnoki bajnoki címet is megszerezte. 1994-ben az Al-Shorta játékosa lett. Futballpályafutását 1996-ban fejezte be az Al-Sinaa csapatában.

### A válogatottban
1983-ban Egyiptom ellen debütált a iraki válogatottban. Részt vett az Los Angeles-ben megrendezett 1984-es olimpiai játékokon mindhárom iraki mérkőzésen szerepelt.
1985. szeptember 27-én a szaúd-arábiai Taifban a világbajnoki selejtező 2. fordulójában felejthetetlen gólt szerzett az Egyesült Arab Emírségek elleni meccs utolsó másodperceiben, miután néhány perccel korábban a sérült Huszejn Szaíd helyére csereként lépett pályára. Ha az eredmény változatlan maradt volna (0–2), Irak kiesett volna, de Karim góljával 1–2-re szépítettek. Így ezzel Irak az idegenben lőtt gólok szabálya alapján továbbjutott, miután hét nappal korábban (1985. szeptember 20-án) Dubajban Irak 3–2-re legyőzte az Egyesült Arab Emírségeket.
Irak 1985 novemberében összesítésben legyőzte Szíriát (0–0 és 3–1), és kijutott a mexikói világbajnokságra. 1986-ban Evaristo de Macedo edző behívta az 1986-os világbajnokságra készülő keretbe. Karim két találkozón kezdett: Belgium és Mexikó ellen.
Összesen 20 mérkőzésen lépett pályára a válogatottban, és 6 gólt szerzett.

### Edzőként
Iraki csapatoknál dolgozott: 2007-ben az Al-Zawraa SC-nél, 2007 és 2008	között az Al-Talabánál majd újra az Al-Zawraa következett 2011-ben.

## Statisztika

### Góljai a válogatottban
megjegyzés Az eredmények az iraki válogatott szemszögéből értendők.
| Ssz. | Dátum                | Helyszín                  | Ellenfél                | Gólja | Végeredmény | Verseny                                               |
| ---- | -------------------- | ------------------------- | ----------------------- | ----- | ----------- | ----------------------------------------------------- |
| 1.   | 1985. szeptember 27. | Fahd király Stadion, Taif | Egyesült Arab Emírségek | 1–2   | 1–2         | 1986-os labdarúgó-világbajnokság (AFC zóna selejtező) |

## Sikerei, díjai
- Iraki első osztályú bajnokság gólkirálya (4): 1988–89, 1989–90,[5] 1990–91, 1992–93

## Fordítás
- Ez a szócikk részben vagy egészben  a   Karim Saddam című angol Wikipédia-szócikk ezen változatának fordításán alapul.  Az eredeti cikk szerkesztőit annak laptörténete sorolja fel. Ez a jelzés csupán a megfogalmazás eredetét és a szerzői jogokat jelzi, nem szolgál a cikkben szereplő információk forrásmegjelöléseként.